# کواکل
کواکل (به هلندی: De Kwakel) یک منطقهٔ مسکونی در هلند است که در آیت‌هورن واقع شده‌است. کواکل ۳٬۸۸۰ نفر جمعیت دارد.